# Сабо, Эрнё
Эрнё Сабо (венг. Ernö Szabó ; 30 июня 1900, Кошице, Австро-Венгрия — 10 ноября 1966, Будапешт) — венгерский актёр театра и кино, режиссёр, педагог. Заслуженный артист Венгрии (1959). Народный артист Венгрии (1965). Лауреат Государственной премии Румынской Народной Республики (1954).

## Биография
Родился в актёрской семье. Дебютировал на театральной сцене в 1917 году. С 1921 по 1935 год выступал в передвижных труппах. Работал в Национальном театре г. Печа. С 1937 по 1939 год — в труппе театра Дебрецена, был режиссёром театра. С 1939 по 1940 год выступал на сцене будапештского театра, а также — Королевского ревю-варьете.
Когда северо-западная Трансильвания вошла в состав Румынии Э. Сабо остался там, затем получил румынское гражданство. В 1946 году был одним из основателей Театра в Тыргу-Муреш. В 1946—1955 годах — ведущий артист Театра в Тыргу-Муреше, затем — главный режиссёр.
С 1955 года — профессор Театрального института в Тыргу-Муреш. Позже вернулся в Венгрию и поменял гражданство. Играл в Театре Народной Армии, Театре комедии и Театре оперетты. Вместе с Хильдой Гобби с 1959 года и до смерти еженедельно выступал на радио.
Похоронен на кладбище Фаркашрети.
Снимался в кино с середины 1950-х годов. Сыграл в 44 кино- и телефильмах.

## Избранная фильмография
- 1963 — Фото Хабера
- 1963 — Наперекор судьбе
- 1963 — Диалог — полковник
- 1962 — Наследство казначея Стамбула — Виктор Файнлейб
- 1962 — Апрельская тревога
- 1961 — За супружество — тройка — отец Арпада
- 1961 — Это была только шутка
- 1960 — Рассвет
- 1960 — По газонам ходить разрешается — пассажир поезда
- 1960 — Два этажа счастья — Варга, дворник
- 1959 — Три звезды
- 1959 — Окно в небо
- 1959 — Любовь в четверг
- 1959 — Граница в нескольких шагах — Шенфельд
- 1959 — Бессонные годы
- 1958 — Последнее приключение Дон Жуана
- 1958 — Облава
- 1958 — Железный цветок — Фишер
- 1958 — Боганч —  Оскар
- 1957 — Приключение в Герольштейне — Аргушш, начальник полиции
- 1957 — Игра с любовью
- 1956 — Господин учитель Ганнибал — Бела Нюл